# زیلیک (داش‌کسن)
زیلیک (به لاتین: Zəylik یا Zeylik، به ارمنی: پیپ Փիփ) منطقه‌ای مسکونی در جمهوری آذربایجان است که در شهرستان داش‌کسن واقع شده است. زیلیک ۳۵۷ نفر جمعیت دارد.

## تاریخچه
این ناحیه پیش از جنگ اول قره‌باغ ناحیه‌ای ارمنی‌نشین بود که پس از آغاز جنگ ارمنیان مجبور به ترک خانه و زادگاه خود شدند و بیشترشان به ناحیه پامباک در ارمنستان مهاجرت کردند.